# The Slits
The Slits (engl. Die Schlitze) waren eine britische Punkband der ersten Stunde. Die 1976 gegründete, feministische Rockband aus London kombinierte Punk mit Einflüssen aus Reggae und Weltmusik.

## Geschichte

### Vorgeschichte (The Flowers Of Romance und The Castrators)
The Slits gingen aus The Flowers of Romance hervor, einer Gruppe von Teenagern aus dem Sex-Pistols- und Clash-Umfeld, die im Sommer 1976 in einem besetzten Haus in Shepherd’s Bush Musik machten. Kern der Gruppe waren Sarah Hall (Bass, 1978/79 bei The Innocents) und Jo Faull (Gitarre), zusammen mit Viv Albertine (Gitarre) und Paloma Romero (Schlagzeug).
In Chiswick hatte zur gleichen Zeit die Kunststudentin Tessa Politt mit zwei Mitstudentinnen eine Punkband The Castrators gebildet, über die im Januar 1977 in einem Artikel über weibliche Punks in der Boulevardzeitung News of the World berichtet wurde. Bevor die Castrators überhaupt eigene Songs schreiben oder auftreten konnten, löste Pollitt die Band wieder auf und wurde Mitglied der Slits.

### Bandgründung und erste Punkphase (1976–78)
Nach dem Zerfall der Flowers beschloss die 17-jährige Paloma Romero ihre eigene Punkband zu gründen und tat sich mit der US-amerikanischen Gitarristin Katherine Corris und der 16-jährigen Bassistin aus Dorset Suzi Webb zusammen. Am 23. Oktober 1976 auf einem Clash-Konzert im Londoner ICA begegneten Romero und Corris der 14-jährigen Ariane Forster und luden sie spontan ein, Sängerin der neuen Band zu werden, für die Kate Corris den Namen The Slits fand. Ein Treffen und eine erste Probe fand direkt am nächsten Tag statt, der erste gemeinsam gespielte Song war Blitzkrieg Bop. Am 11. Dezember 1976 erschien bereits das erste Interview in der britischen Musikpresse, Probleme mit dem Alkoholkonsum Suzi Webbs während der Proben führten jedoch dazu, dass die Band sich anderweitig umsah und den Job Tessa Pollitt anbot, die im Februar 1977 dazustieß.
Nur zwei Wochen später, am 11. März 1977, fand der erste Auftritt als Vorgruppe von The Clash statt, ein zweiter Auftritt folgte am 26. März im Roxy Club. Danach stieg Gitarristin Kate Corris aus und wurde durch Viv Albertine ersetzt, womit die klassische Punk-Besetzung der Slits für die nächsten eineinhalb Jahre komplett war.
Das erste Konzert in dieser Besetzung fand am 3. April 1977 als Vorgruppe der Sex Pistols statt. Im Mai 1977 ging die Band zusammen mit The Clash auf große England-Tour, im September machte eine BBC-Radiosession die Slits landesweit bekannt.
Im Januar/Februar 1978 organisierte Malcolm McLaren einen Vertrag über fünf Konzerte im Pariser Gibus Club, von denen eines (26. Januar 1978) professionell aufgenommen wurde. Danach folgte eine lange Großbritannientour mit den Buzzcocks (2. März bis 2. April 1978) und eine weitere BBC-Radiosession.
Eine weitere Tournee im Vorprogramm der Rich Kids (22. Juli bis 5. August 1978) folgte. Ende August 1978 spielte die Band drei Konzerte in Berlin mit der Nina Hagen Band und zurück in London drei Wochenenden in der Acklam Hall (19. und 26. September, 3. Oktober 1978). Diese Gigs waren die letzten mit Palmolive, die (aufgrund ihrer mangelnden technischen Weiterentwicklung am Schlagzeug) die Slits verlassen musste.

### Reggae- und Weltmusikphase (1979–81)
The Slits begannen mit dem Liverpooler Schlagzeuger Budgie zu arbeiten, der aber kein festes Bandmitglied wurde. Von November bis Dezember 1978 folgte eine Großbritannientournee im Vorprogramm der Clash.
Nach einer Reihe gescheiterter Verhandlungen einigte sich die Band Ende Februar 1979 mit Island Records. Neben einem Vorschuss von £45.000 erhielten sie auch unbegrenzte Studiozeit für ihr Debütalbum Cut. Die Arbeit daran begann im März 1979, mit Reggaeproduzent Dennis Bovell wurde Cut in acht Wochen aufgenommen, Während der Aufnahmen übernahm Pop-Group-Manager Dick O’Dell im Mai 1979 das Management der Band.
Schlagzeuger Budgie verließ danach die Band im Juli 1979 wieder. Das verbliebene Trio probte zunächst mit einem Sessiondrummer namens Ranking Rene, und drehte mit den Regisseuren Don Letts und Mick Calvert im August 1979 einen 30-minütigen Promotionfilm Slits Pictures zur LP, der am 24. November im Londoner Scala Cinema uraufgeführt wurde. Das Album Cut wurde am 7. September 1979 veröffentlicht, erhielt in der Musikpresse durchweg gute Kritiken und schaffte es für zwei Wochen in die britischen Top 40 Albumcharts, wo es am 6. Oktober 1979 auf Platz 30 stieg.
Eine finanziell aufwändige Englandtournee mit zahlreichen Gastmusikern und Begleitbands fand im September 1979 statt, Drummer war nun Bruce Smith von der befreundeten Pop Group, der später fest in die Band einstieg. Am 12. Oktober 1979 trat die Band mit dem Albumtrack „Spend Spend Spend“ in der deutschen Fernsehsendung Szene 79 auf. Im November 1979 führte dann ein Streit mit der Plattenfirma um Produktionskosten und Vorschüsse zur Trennung von Island. Während Bassistin Tessa Pollitt nach einem Selbstmordversuch mit Tabletten im Krankenhaus lag, nahm die Band zusammen mit Adrian Sherwood eine neue Single „Man Next Door“ auf, die aber erst ein halbes Jahr später veröffentlicht wurde. Der Song wurde 1998 auch auf dem Album Mezzanine von Massive Attack gecovert.
Am 31. Dezember 1979 spielten die Slits ihren ersten US-Gig im New Yorker Nachtclub Hurrah, bei dem sie von Keith Levene als Gastgitarrist unterstützt wurden. Der Kontakt zur New Yorker Rap-Szene inspirierte die Band zur nächsten Single „In The Beginning There Was Rhythm“, der ersten Veröffentlichung des neuen Labels ihres Managers Dick O’Dell, Y Records, der später das Management der Band an seine Assistentin Christine Robertson abgab.
Am 30. April und 2. Mai 1980 spielte die Band zwei Konzerte in Deutschland. Am 17. Oktober 1980 wurde die Band in der Leicester Polytechnic von dem Regisseur Wolfgang Büld für seinen Fernsehfilm Women in Rock gefilmt und interviewt.
Anfang 1981 gastierte Ari Up auf zwei LPs der New Age Steppers, einem Studioprojekt Adrian Sherwoods. Ein zweites Slits-Album „Return Of The Giant Slits“ folgte im Herbst 1981.
Am 19. Juni 1981 traten die Slits auf einem feministischen Musikfestival im Berliner Tempodrom auf. Ein weiterer Auftritt in Deutschland (Uni-Mensa Düsseldorf, 26. November 1981) war einer der letzten der Band, die am 30. November 1981 ihr offizielles Abschiedskonzert im Londoner Hammersmith Palais gab (obwohl noch ein allerletzter Gig am nächsten Tag in Sheffield stattfand).

### Reunion (2005–10)
Im Jahre 2005 taten sich Ari Up und Tessa Pollitt wieder als The Slits zusammen und spielten mit Gästen (Nadya und Adele an den Gitarren und Anna am Schlagzeug) am 10. März 2006 in London ein erstes Konzert. Eine neue Single mit dem Titel Revenge of the Killer Slits wurde am 1. September 2006 veröffentlicht, eine Nordamerika-Tour im Oktober/November folgte.
Sängerin Ari Up (* 17. Januar 1962 in München) starb am 20. Oktober 2010 an Krebs.

## Werk
The Slits waren anfangs bekannt für ihren äußerst rauen und technisch unbedarften Sound, mit dem es ihnen gelang, Wut und Energie kreativ umzusetzen. Die Band wurde im London des frühen Punk schnell relativ bekannt, trotzdem gelang es ihnen erst spät, einen Plattenvertrag zu erhalten. Daher gibt es aus der „Punk-Frühzeit“ der Band kaum Aufnahmen, nur zwei 1977 ausgestrahlte und 1988 veröffentlichte Peel Sessions sowie eine unbetitelte, halboffizielle, 1980 aus Live- und Demoaufnahmen entstandene Kompilations-LP, die entweder als Untitled, Official Bootleg oder Bootleg Retrospective bezeichnet wird (1997 und 2005 erschien Live-Material unter anderem aus der Frühzeit der Band).
1979, fast drei Jahre nach ihrer Gründung, veröffentlichten The Slits ihr erstes Album, Cut. Produziert von Dennis Bovell, war es geprägt von der neueren Ausrichtung der Slits hin zu Reggae und Dub. Großes Aufsehen erregte auch das Cover der Platte – es zeigte die drei Frauen fast nackt, nur mit Lendenschurzen bekleidet und offensichtlich nach einem Schlammbad. Ihrem stark von afrikanischer Musik geprägten zweiten offiziellen Album Return of the Giant Slits von 1981, das 2007 eine Wiederveröffentlichung als Doppel-CD mit Bonusmaterial erfuhr, wurde vielfach vorgeworfen, dass es ihm an der Energie und Frische mangele, die The Slits zuvor ausgezeichnet hatte.

## Diskografie

### Studioalben
- Cut (Island Records, 1979)
- Return of the Giant Slits (CBS Records, 1981) (Neuauflage 2007)
- Trapped Animal (Narnack Records, 2009)

### Livealben
- In The Beginning (Jungle Records, 1997)
- Live At The Gibus Club (Castle Music/Castle Communications, 2005)

### Kompilationen
- Untitled (Bootleg Retrospective/The Slits) (Y Records, 1980)
- The Peel Sessions (Strange Fruit Records, 1988)

### Singles
- Typical Girls/I Heard It Through the Grapevine (Island, 1979)
- Man Next Door (Rough Trade, 1979)
- In The Beginning There Was Rhythm (Split-Single mit The Pop Group, Y Records, 1980)
- Animal Space (Human Records, 1980)
- Earthbeat (CBS, 1981)
- Revenge of the Killer Slits (Only Lovers Left Alive, 2006)

### Videoalben
- Here To Be Heard-The Story of The Slits (2018)